# Ne (kana)

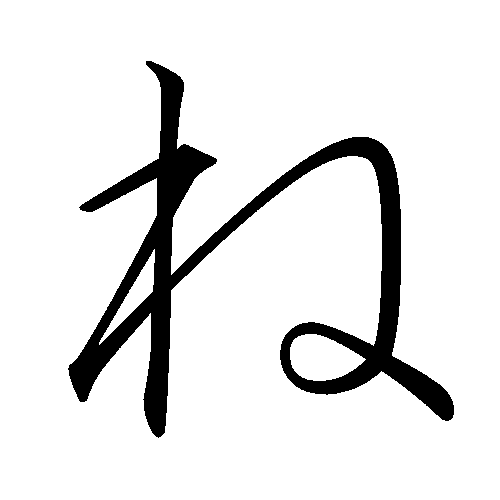
Ne w hiraganie

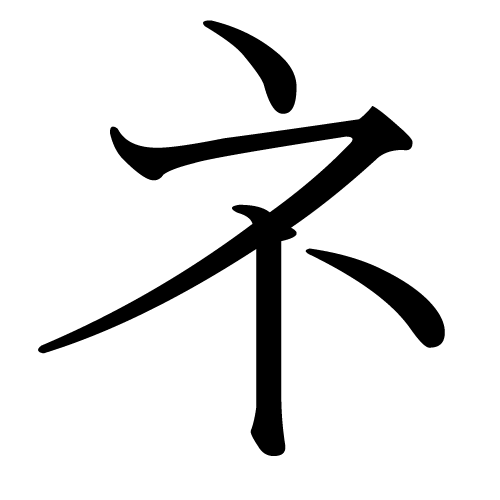
Ne w katakanie

Ne – dwudziesty czwarty znak japońskich sylabariuszy hiragana (ね) i katakana (ネ). Reprezentuje on sylabę ne. Pochodzi bezpośrednio od znaku kanji 祢 (obydwie wersje).